# Nidularium serratum
Nidularium serratum är en gräsväxtart som beskrevs av Elton Martinez Carvalho Leme. Nidularium serratum ingår i släktet Nidularium och familjen Bromeliaceae. Inga underarter finns listade i Catalogue of Life.